# La Piste du Nord
Pour plus de détails, voir Fiche technique et Distribution.
La Piste du Nord, ou La Loi du Nord, est un film français réalisé par Jacques Feyder, présenté au Festival de Cannes  en projection corporatiste en 1939 et sorti dans les salles en 1942.

## Synopsis
Emprisonné pour le meurtre de l'amant de sa femme, Robert Shaw s'évade vers le Nord du Canada, accompagné par sa maitresse Jacqueline. Recherché par le caporal Dalrymple, il reçoit l'aide d'un trappeur, Dumontier. Pris dans une tempête de neige, les trois hommes s'unissent, et se retrouvent épris de la jeune femme. Ensemble, ils affrontent le froid et les privations. Mais, à bout de force, Jacqueline meurt. Les trois hommes accablés repartent vers leur destin.

## Fiche technique
- Titre : La Loi du nord ou La Piste du nord (titre donné pendant l'Occupation[2])
- Réalisation : Jacques Feyder, assisté de Charles Barrois
- Scénario : Alexandre Arnoux, Jacques Feyder et Charles Spaak[3] d'après le roman Telle qu’elle était en son vivant (1936) de Maurice Constantin-Weyer
- Photographie : Roger Hubert
- Cadreurs : Jean Charpentier, Paul Fabian
- Décors : Jean d'Eaubonne
- Conseiller technique : Paul-Émile Victor
- Musique : Louis Beydts
- Montage : Roger Spiri-Mercanton
- Production : Roland Tual
- Pays d'origine :  France
- Tournage : Suède ; Studios de Saint-Maurice (Val-de-Marne)
- Format : Noir et blanc - Format 35 mm
- Genre : Film dramatique
- Durée : 110 minutes
- Dates de sortie : 
  - Festival de Cannes de 1939 : projection corporatiste
  - France - 7 mars 1942, Paris.

## Distribution
- Michèle Morgan : Jacqueline
- Pierre Richard-Willm : Robert Shaw
- Charles Vanel : le caporal Dalrymple
- Jacques Terrane : Louis Dumontier
- Marthe Alycia : une dame au procès
- Jean Bradin : Patterson
- Jean Wall : l'avocat général
- Jean Brochard : Urghard
- Henri Guisol : le docteur Milo
- Jean Worms : un monsieur au bal
- Marguerite de Morlaye : une dame au bal
- Fabien Loris : Daugh
- Arlette Marchal : Mrs Shaw
- Marcelle Praince : la présidente
- Robert Ancelin
- Robert Seller

## Récompenses et distinctions
Le film faisait partie de la sélection française pour la création du Festival de Cannes en 1939 qui en fait n'a pas eu lieu : il était en effet fixé au 1er septembre 1939, qui a été le jour de l'invasion de la Pologne par l'Allemagne, déclenchant la Seconde Guerre mondiale deux jours après.